# Petokladentsi
Petokladentsi (bulgariska: Петокладенци) är ett distrikt i Bulgarien.   Det ligger i kommunen Obsjtina Belene och regionen Pleven, i den centrala delen av landet, 170 km nordost om huvudstaden Sofia.
Trakten runt Petokladentsi består till största delen av jordbruksmark. Runt Petokladentsi är det ganska tätbefolkat, med 62 invånare per kvadratkilometer.